# 名古屋オリンピック構想
名古屋オリンピック構想（なごやオリンピックこうそう）は、日本の愛知県名古屋市で1988年夏季オリンピックの開催を目指していた構想。

## 概要
1976年秋に大島靖大阪市長が「大阪でオリンピックを」と発言。これにヒントを得て名古屋商工会議所会頭だった東海銀行会長の三宅重光が「名古屋オリンピック誘致」を思いつく。三宅は1977年4月に愛知県公館を訪れ、仲谷義明知事に「名古屋でオリンピックを考えてみませんか」と提案。同年8月、仲谷によって構想が発表され、招致運動が行われた。官主導の招致に対し、住民の一部からは反対運動も起きた。
1981年に開かれた国際オリンピック委員会 （IOC）総会での投票により、52-27で韓国の首都ソウルが開催都市に決定したため（ソウルオリンピック）、名古屋での五輪開催は実現せず、招致は失敗に終わった。
名古屋市千種区・名東区の平和公園にメインスタジアムを建設し、愛知県、岐阜県、三重県の東海3県の広域開催が計画されていた。

## 開催計画
- 会期：1988年10月8日 - 23日[2]
- 出場選手数：約8,000人[2]
- 役員・選手総計：約10,800人[2]
- 観客動員数：延べ350万人[2]
- 開催費：8416億円（関連公共事業含む）[2]
  - 運営費：450億円
  - 施設整備費：480億円
  - 公共事業費：7486億円

主な施設候補地
- メイン会場：名古屋市平和公園南部「オリンピックパーク」[2]
  - メインスタジアム（座席数固定4万人・仮設含め7万人、工費100億円）：開閉会式、陸上競技、サッカー
  - プール（座席数1.2万人、工費70億円）：水泳
  - 体育館（座席数1.5万人、工費50億円）：体操、バレーボール
- 愛知県森林公園：アーチェリー
- 愛知県体育館：バスケットボール
- 名古屋市体育館：ボクシング
- 馬飼頭首工・神野新田・三好町：ボート、カヌー
- 名古屋競輪場：自転車
- 中京競馬場・藤岡町：馬術
- 名古屋市中小企業振興会館：フェンシング
- 名古屋市瑞穂公園：サッカー、水球
- 豊橋市岩田地区球技場・豊橋市総合運動場陸上競技場・愛知県一宮総合運動場陸上競技場：サッカー
- 四日市市中央緑地公園：サッカー、ハンドボール
- 鈴鹿市立体育館・名古屋市総合体育館：ハンドボール
- 名古屋市鶴舞公園陸上競技場・名古屋市押切公園陸上競技場・愛知県朝宮公園陸上競技場・岐阜県総合運動場陸上競技場：ホッケー
- 名古屋市国際展示場：柔道
- 陸上自衛隊日野基本射撃場：ピストル射撃
- 中日国際射撃場・岡崎国際射撃場：ライフル射撃
- 岡崎市体育館・岐阜市総合体育館
- 名古屋市スポーツセンター（仮称）：ウエイトリフティング
- 豊田市体育館：レスリング
- 津ヨットハーバー・蒲郡ヨットハーバー：セーリング
- 選手村：愛知県三好町北部 日本住宅公団敷地[2]

## 経緯
| 1977年8月25日  | 愛知県知事仲谷義明が名古屋へのオリンピック招致計画を新聞紙上で発表。 名古屋市長の本山政雄は当時、日米市長会議に出るために渡米中で、市関係者にとっては寝耳の水であった。         |
| 1978年6月7日   | 愛知・岐阜・三重3県知事と名古屋市長による会議にて名古屋を核としたオリンピック招致計画を合意。                                                                                   |
| 1979年2月      | 仲谷が再選。 |
| 1979年10月     | 日本オリンピック委員会 （JOC）総会で名古屋へのオリンピック招致を決定。 |
| 1979年11月     | IOC理事会を名古屋で開催。 |
| 1980年10月31日 | サマランチIOC会長がモスクワオリンピックをボイコットした国がオリンピック開催を希望してもかまわないし、障害にならないと表明。                                                     |
| 1980年11月21日 | 鈴木善幸内閣により閣議了承。 |
| 1980年11月26日 | IOC本部に正式の誘致申請書を提出。 |
| 1981年1月20日  | 招致シンボルマーク決定、赤い円を中心に中央に開催年と都市名を2行で示した「'88 NAGOYA」、下部に世界五大陸から名古屋へと集うイメージの5本の太線を配し、丸の下に「JAPAN」を書いた。 |
| 1981年2月24日  | オーストラリアのメルボルンが五輪を断念。 |
| 1981年5月12日  | 衆議院において招致決議案を全会一致で採択。 |
| 1981年9月30日  | 第84次IOC総会（西ドイツ・バーデンバーデン）で開催地の決選投票、27対52でソウルに決定。                                                                                           |
| 1982年5月17日  | 仲谷は翌年の知事選不出馬を表明。 |
| 1988年9月17日  | ソウルオリンピックが開幕。 |
| 1988年11月18日 | 仲谷が自殺。 |

## 反対運動
財政負担の増加や環境破壊を理由に、名古屋五輪に反対する市民団体が数団体結成され、反対運動が行われた。そのうち「名古屋五輪をやめさせる会」は、1981年4月に行われた名古屋市長選挙で名古屋五輪に反対する候補を擁立。公約は名古屋五輪招致辞退のみで、それが実現したら市長を辞職するというものであった。選挙では名古屋五輪を推進し、自民党から共産党まで名古屋市会の全会派が推薦する、オール与党体制の本山政雄が三選を果たしたが、本山の28万826票に対して、反対派の対立候補は6万3533票で17.5%の得票率であった。その他の五輪反対の3人の候補者も合わせると、名古屋市長選で名古屋五輪反対票は20%強を占める結果となり、反対派陣営は「事実上の勝利」と総括した。1979年の名古屋市が実施した市民への世論調査では、名古屋五輪反対は22.5%で、市長選での反対派の得票とほぼ同率であることが指摘された。愛知教育大学教授の影山健は市長選直後の5月に「反オリンピック研究会議」を設立した。
開催地が決定される投票の行われる西ドイツのバーデンバーデンでは、反対派が乗り込んで現地でビラまきやデモ、記者会見やシンポジウムを実施。名古屋を支持するIOC委員からは「なぜ抑えられないのか」との声も出たという。決定が秒読みとなる9月30日深夜まで名古屋市役所前で予備校講師の牧野剛ら反対派による抗議のハンガー・ストライキが行われた。
反対派は2万人の反対署名を集めて、IOC会長のフアン・アントニオ・サマランチが受け取った。これらの反対運動が招致失敗に影響したか否かについては、仲谷知事と本山市長はいずれもインタビューで影響はなかったのではないかとの見方を示したが、『中日新聞』は社説で、名古屋五輪構想は上からの発想であり、住民を巻き込むことに失敗した、市民とのコミュニケーションがよければ反対運動があっても問題にならなかったとしている。

## 招致失敗の原因

### 楽観的な見込みによる油断
1981年2月24日に、最大のライバルと目されていたオーストラリアのメルボルンが、各州の抗争と財政問題で五輪の招致を断念した。この時点で立候補都市は、日本の名古屋市と韓国のソウル市のみとなった。招致活動が行われた1977年から1981年当時は冷戦下だったため、日本オリンピック委員会の分析では、北朝鮮と親交が深いソ連や東欧諸国は、ソウル開催となった場合に不参加の可能性があり、名古屋とソウルの一騎討ちとなれば、名古屋が有利とみられて本命視された。実際にソ連は名古屋五輪開催を支持していた。

### 中央からの異論

#### モントリオール五輪の恐怖
東京五輪以降、政令指定都市昇格(1972年)という節目があった福岡市、北港完成（1975年）という節目のあった大阪市で五輪招致機運が生起したことがあったが、突如、構造不況下にあると思われた名古屋から五輪開催の声が上がったことは中央の人士を驚かせた。
そもそもは読売新聞の飛ばし的記事が始まりだった大阪方では、ドケチ教祖と言われながら五輪構想の熱烈な支持者に変じて話題を呼んだ大阪マルビルオーナー吉本晴彦らが運動継続を訴えたが、大島市長は「しばらく静謐を保ちたい」と市議会で答弁して機運の終息を図り、やがて胆嚢炎を患って手術入院で長期離脱した。また大阪府知事黒田了一は「対抗して誘致活発化する気などない」と一蹴、巨額な投資や管理体制の不備、オイルショックによる物価の高騰などで利払いも含め27億ドル(800億円超)という莫大な負債を背負う羽目に陥ったモントリオール五輪の二の舞を恐れる空気に支配され、大阪五輪構想は消えていった。

#### 五輪理念(オリンピズム)なき立候補
名古屋が檜舞台に上がってほどなく、中央官民の間から種々の異論が聞こえるようになった。五輪のような国全体をあげてのイベントに、国内他都市ではなく「名古屋」を最適とした理由やスポーツ理念が不明瞭であった点、
その回答の一つとして名古屋側が挙げたのが「東京五輪・大阪万博の次は名古屋かと思いきや沖縄(沖縄国際海洋博覧会)だったから今度こそ名古屋で」(仲谷愛知県知事)という"単純な"順番思想であったが、スポーツ関係者から単純すぎるとの批判があった。招致委実行委員長の名商会頭三宅重光は、度重なる「なぜ名古屋で？」という質問に「それなら、名古屋でなぜ開いてはいけないのか」と反問するだけで、理論的説明から逃げていた。
名古屋オリンピックの理念を定める「名古屋オリンピックの理念を語る懇話会」が開かれたのは、投票まで残りわずか1ヶ月しかない1981年8月28日になってからのことであった。会は、名古屋はおろか様々な国々から多様な人々が集う国際イベントの理念を語る場である以上、東京や大阪の文化人も当然招かれていたのだが、会に参加した名古屋出身の黒川紀章は、地元の中日新聞に「"名古屋オリンピック"なのに名古屋出身者が少ない」という批判が載っているのを見て、名古屋オリンピックの"誘致失敗"を確信した。いよいよ押し詰まって投票月となった1981年9月に至っても、招致委関係者はキャッチフレーズすら覚えていなかった。
実際に五輪のフィールドでプレイするのは、中央の各種スポーツ団体選手たちであるが、「行政主導でないと五輪はできない」という信念の招致団の行政主導型独断専行はここでもまた、「自分たちを置き去りして進めている」という激しい反発を招き、JOC総会では「行政面だけ先行して実務面はどうなってんだ」と、憤る委員の声があがった。日本体育協会やJOCは全て東京に事務所を置き、東京五輪の時は地元ということで密接な連絡が取れたし、札幌五輪のときは冬季競技団体の出先機関がもともと道内に置かれていたから連携に苦労はなかったが、名古屋には何一つ出先機関がなく、各競技団体へのアプローチが大きく不足した。1980年内閣了承を得た頃に、やっと愛知県東京事務所にオリンピック専任担当者を置いたが、招致団自身もこの遅い対応が、全国規模のPR不足を招いている原因であると認めていた。

#### 国庫補助をあてにした開催費用試算
メルボルンの断念理由が「1958億円の財政問題」であったことから、その何倍もの予算を組んだ名古屋の財政問題も取り沙汰された。ところがこの時から、名古屋側は"ソウルには負けないという一種の催眠術"に陥り、「東京・札幌のように国が重点的に予算配分してくれるはずだから名古屋は大丈夫（本山市長) 」などと財政問題についても楽観視する声明が多くなった。だが後述のように、政府・大蔵省の態度はとても好意的ではない。また、1978年に中部経済連合会会長の日本碍子相談役・鈴木俊雄は「東京五輪にしろ大阪万博にしろ名古屋は快く協力したから、東京・関西財界人の反発はなかろう」などとたかをくくっていたが、それらは一大国家計画のため特段、名古屋勢がいなくとも充分であったろう。
同年8月、東海地方首長から成る「オリンピック問題協議会」は、試算として予算額をモントリオール五輪の3倍近く、1兆8000億円であると発表したが「こんな額では住民感情を逆なでして、反対派に絶好の口実を与える」という思惑や、「五輪を手段に巨額の公共投資を引き入れよう」というスポーツ精神からかけ離れた底意があるとの批判から、再試算のうえ改めて総額8416億円、うち国負担を3765億円とした。この数字に大平首相は当初「財政赤字の昨今、何千億円という国庫負担に色よい返事はできない」としたが、解散・総選挙がせまると「協力は惜しまない」と色気ある回答をして名古屋を喜ばせていた。
ところが1980年に大平が急死、後継の鈴木善幸内閣は財政再建に本腰を入れ始めた。新内閣発足後、名古屋五輪が改めて議論の俎上に載ったが、オリンピック問題協議会が、ハプニング解散から大平急逝までの政治的混乱のさなかに提出していた予算額は「その他の公共事業費」まで含めると総額2兆4千億円という「天文学的数字」（名古屋五輪誘致問題閣僚会議座長・宮澤喜一内閣官房長官）で、「国民一人一人に財政危機の実態を肌で知ってもらいたい」という官邸・大蔵省周辺のみならず、東京の一般市民をも驚愕させた。
IOCへの立候補届出には政府の閣議了承が必要であることから官邸サイドは、厳しい内容の昭和56年度予算編成を見せつけることができる1981年3月まで閣議了承を引き延ばせば、名古屋も諦めて五輪辞退するだろう、と予想した。ところがIOCは急に届出期限を1980年11月30日に変更。政府の目算は狂い、鈴木内閣は「政府補助は出来るだけ求めずに極力規模縮小」を条件に11月21日、閣議了承した。国庫補助減少による予算緊縮を受けて、本山市長は12月1日の定例市議会で「市民負担が増えることもありうる」と答弁したが、これが名古屋市民の浮かれ気分に水を差した。
関連公共事業費が597億円減額修正されてはいたが、その中身が名古屋市営地下鉄・名古屋環状道路二号線・名古屋都市高速道など、名古屋周辺の"開発一辺倒、五輪に便乗した虫のいい公共事業"ばかりで、国家財政を破滅に導く行政主導型の地域エゴイズムだと言われ、おかしさを問う声が中央政府に上がった。投票まで残り3ヶ月となった6月、第二次臨時行政調査会の一日臨調が名古屋市内で開かれたが、「国際社会で日本の役割を果たすためにも財政の許す限り五輪を尊重してほしい」という地元提出の要望に対し、臨調委員はノーコメントを通した。モスクワ五輪ボイコット以来、国民の間に「オリンピック＝つまらない、シラける」という認識が残っているなか、「国費の無駄・名古屋オリンピック粉砕」などのタモリの名古屋ネタがその一か月後に始まる1981年に隆盛を迎え、さらには"名古屋"という都市名そのものが笑いのキーワードになり、誘致失敗もあって、"ジョークタウン"など都市イメージの悪化を招いた。

#### 財界の支持を失う
1980年8月、訪韓中の東商副会頭五島昇が、韓国大統領就任予定の全斗煥に「日本が東京五輪招致を始めた時より、今の韓国の方が外貨バランスが良い」と言って韓国の五輪立候補を暗に勧めた。これは後に招致委に漏れ、東商に抗議がきた。招致委メンバーであるにも関わらず五島は「経済的に成熟した日本が名古屋でオリンピックを開いても、名古屋周辺の社会資本が充実する程度で、世界的な影響はない。しかし韓国で開催すればアジアに大きな効果を与える」と考え、招致団に「ソウル立候補賛成の立場を変えない」とはっきり主張した。
中央財界としては、東京五輪時のように国威発揚というまとりまりやすい条件や、札幌五輪当時のような高度成長ムードもない中の五輪に、意気込む目的が見い出せていなかった。三宅や仲谷がしばしば挙げた『開催するメリット』は、 "世界で30億もの人々が見る五輪中継を通して、名古屋の海外知名度を向上せしめ、ひいては国際都市へと変貌させる"という名古屋国際有名論・名古屋国際都市論だったが、このような参加国や国内他地域との共存共栄の理念を著しく欠いた『名古屋○○論』は、"田舎大名的発想" "大いなる田舎・名古屋のコンプレックスの裏返しに過ぎない"として、余人の非難を浴びるところとなり、先述の地方批判の高まりによる反感と合わせ、「名古屋に五輪なんかできるわけない」と見くびり、"『その気になって大騒ぎしている名古屋人』をダサイと嗤"う風潮を生むだけだった。
財界の本心は「ソウルに決まってくれれば、朴暗殺・金大中事件以来滞っていた援助資金のフローが正常に戻り、対韓国経済協力が楽になる」「名古屋なら20億"円"程度だろうが、ソウルなら20億"ドル"は固い」、「今さらオリンピックで国威発揚でもあるまいし、会場が名古屋とあっては、不動産や建設・観光需要は中京ローカルのまま終わり、投下した国費の回収など到底不可能」であった。
そもそも肝心の名古屋財界においても、本当に誘致積極派といえるのは、三宅と竹田弘太郎名商副会頭（名古屋鉄道社長）の二人くらいで、他は皆、多少の寄付金程度は支出したが「二人におまかせ」ということでさしたる動きを見せておらず、とりわけトヨタグループは極めて冷淡だった。ソウルが形勢逆転していた9月、それと知らない名鉄百貨店は『五輪写真展』を始めたが、他百貨店から白い目で見られていた。開催地がソウルに決まってホッとした財界人も多かったのである。

#### 国際感覚の欠如
招致団が期待していた共産圏動静も当初の目論みとは大幅に異なっており、共産圏だけで19票はいけると予測していたが、実際は12票しか取れなかった。例えばソ連は"勝馬に乗る"ため、平壌の体面を慮って表向きは衛星国に名古屋を薦めておきながら、自身は２票のうち少なくとも１票をソウルに投票、キューバはソ連のその底意を察し「対韓国砂糖輸出」の約束と引き換えに、ソウルに投じた。
南北対立という政情不安がソウルの弱点になろう、という皮算用も見事にあてが外れ、「ドイツも東西に分かれているが、ミュンヘン大会に東ドイツも参加したではないか」という意見に退けられた。アジア諸国から開催要請を受けながら日本が拒絶、渋々タイが東南アジア諸国から援助を仰いで何とか開催にこぎつけた1978年第8回アジア競技大会の記憶が、マレーシアを除くASEAN諸国の委員をソウル支持に走らせた
。
日本の各社スポーツ用品が国際公認済みだったことも災いした。名古屋で開催してしまうと外国スポーツメーカーの得るメリットは当然少ない、この点に着目したソウル側は、ソウルならば皆さんの国の製品を使うことが出来る、と甘言し、これに乗ったアディダス社会長は、各国IOC委員にソウル投票を働きかけていた。
投票2カ月近く前、8月の時点で駐日ソ連大使館の文化担当参事官ゴルブーフは「ソウル勝利」を正確に予測、招致団に「このままでは敗ける」と警告を発したが「まさか」と取り合ってもらえなかったので、東京の政・財界要人に声掛けしたところ「そうですか」とニヤニヤするばかりだったという。中央財界は、代金未払などトラブル続きの対中投資に見切りをつけて、対ソ投資へと舵を切り直そうとしており、また鈴木内閣はすでに、対ソ強硬と見なされつつも米レーガン政権が早晩ソ連との対話を再開する、との見通しをつけていて、モスクワとの間で「今回はソウルで」という暗黙の合意を築いていた。9月11日、自民党・江﨑真澄の手引きで鈴木との懇談会に臨んだ中京財界人のメンバーが招致活動の中間報告をなし、名古屋五輪への政府協力を求めたが、その時すでに鈴木も「ソウル優勢」を把握していた。
アメリカがソウル支持に回るのは、招致団もすでに織り込みずみであったが、しかし親米各国にまで広く、ソウル投票を働きかけていたとまでは、気付かなかった。
以上のような国内外の情勢から、「落選したところで天下の大事でもなく、日本の将来を左右するような大事件でもない」と、中央官民に見放された招致団一行のうろたえは、「世の中の大勢を全く知らない、もはや喜劇という外」なかった。

### 不活発だったロビー活動
ソウル側は投票日が近づくと「サンダーバード9.30オペレーション」と称するIOC委員一人一人への接触活動を開始。この活動の具体的中身は種々憶測があり現在なお不明だが、名古屋側は「IOC委員は高潔の士であるから、過剰な接待はむしろ反感を生む」というIOC副会長清川正二の忠言もあって『ロビー活動は日本人五輪関係者を動員することで事足りる、他は不要』を戦略に据え、ソウル側の派手な振る舞いを目の当たりにしても勝利を疑わなかった。この間違った判断を鵜吞みにしたとき、名古屋オリンピックの運命は決まった。
名古屋が抱える"爆弾"の一つに『低い国際的知名度』があった。知名度は、五輪開催後に高めるものではなく、招致前から高めておくことが必要不可欠であろう。然しながら、ハリウッドの朝鮮戦争映画で名を上げていたソウルと違い、モナコでのFI会議後、地元紙に「日本の大阪の近隣都市」としか紹介されなかったほど、名古屋は知られていなかった。ゆえに、清川の主張とは真逆の"札束を持って、けばけばしく派手に、人をたらしまくる"という物心両面作戦が必須であった。ところが9月26、27日になって初めて「風向きが変わった(柴田JOC会長)」とバタバタするまで、大したロビー活動をしていないのだから、到底勝てるわけなどない。
ところで、投票日まで20日以上もある9月4日、三宅が突如、「体力的な限界」を理由に名商会頭職を辞した。このことは「招致失敗後に辞任しては五輪の責任を取って辞めたと解され、仲谷・本山も引責辞任しなければならなくなるので今辞めたのだ。これはひょっとしたらソウルに敗れるという見通しが招致団内部にあるからでは」と関係者を疑心暗鬼にさせた。事実、9月初頭、現地特派員の間に「票読みしたところ、名古屋は26票しか取れない」という未確認情報が流れたが、マスコミ各社にこれを深堀りする者はおらず、ますます大衆を"名古屋当確"の白昼夢に引きずり込んでいた。語学堪能なCAや外交官を開催地決定の会場に揃え投票ギリギリまでアピールに励んだソウルに比べ、清川、IOC委員竹田恆徳、JOC会長柴田勝治、同総務岡野俊一郎の4人に任せっきりの名古屋の動きは明らかに鈍かった。
名古屋側が頼みとしていた清川は愛知県出身であり「世界中を回ったが名古屋の知名度はゼロで『トヨタの隣』と言った方が早い。保守的で世界に窓を開いていない、だからこそ五輪だ」と言うほど招致活動に熱意があったが、あいにくモスクワ五輪ボイコットに同調したJOCとの関係は冷え切っており、その修復がなる前に五輪構想はどんどん前進してしまった。「名古屋(と清川)だけでやれるものならやってみなさい」というムードのJOCのロビー活動は清川との一体感を欠き、日本側招致団全体としての熱意も低いものと見られてしまった。
日本側の一貫した"控えめな態度"はすっかり裏目に出て「思いあがっている」「傲慢だ」という印象を与えた。9月29日の招致演説の場では、演説の前に一市三県を紹介する映像を流したが、その中に数分間にわたって威容を誇る自動車大工場を写した場面があった。これが「貿易摩擦が国際問題化している時期にかさにかかって大国意識を振りかざすやり方は感心できない」と欧州IOC委員の心証を悪くさせた。ソウル側では当初「30票も取れれば合格」という諦め感があったにも関わらず、名古屋の戦略ミスは雪崩式にソウルを利し、仏AFP通信は9月28日に「ソウルでほぼ決定」と打電しており、毎日新聞は投票日直前に、名古屋は「数票差で惜敗するであろう」という落選予測を一面に掲載した。発表の1時間前、ソウル側は日本取材陣に聞こえる場でも「勝った、勝った」を連発した。

### 市民からの反対運動
楽観ムードからの油断に加えて、前述の反対運動の影響が挙げられる。また中日新聞社は、名古屋五輪に対しては「慎重賛成」としており、諸手を挙げての積極的な賛成ではなかった。
後年になって、五輪招致に名古屋市民は一丸となり、落選には一様に落胆したと言われることもある。しかし、実際には反対活動が存在した。『中日新聞』は、落選時に反対団体と開催に反対であったという名古屋市民の声も報じている。1981年7月に朝日新聞社が行った世論調査でも、名古屋五輪に賛成が52%、反対が24%だった。開催中心地の名古屋市民に限ると、賛成は45%と過半数割れし、反対は39%と接近した数字であり、決して圧倒的な支持ではなかった。なお、反対の主な理由は、最大のライバルであったメルボルンと同様、財政負担や地価物価の高騰への懸念であった。

### 日本国内での連続開催
この他の失敗の理由として、名古屋での五輪開催となると、日本で3度目、夏季大会限定でも2度目の開催であり、ソウル側はこの点をついてきており、ソウルと名古屋市と同じアジアの立候補なら、3度目となる日本よりも、五輪史上初となる韓国の開催をアピールした。激しい巻き返し運動を展開して、逆転に結びつけた。落選後、招致団は現地で名古屋票の分析を行い「アジア・アフリカからの得票はゼロ」と推定している
。

### 人権問題
また、田中宏・一橋大学名誉教授によれば、民間の名古屋人権委員会がIOCに、名古屋市が公立学校の教員採用に国籍条項を設けて受験を拒んでいる事実を、「名古屋に重大な人権上の問題がある」として告発したことが、名古屋落選の一因になったと言われる。

## 失敗の影響
名古屋市は、招致活動で3億9千万円を費やした。そのうち1億1105万円は立候補の保証金と供託金であり返還されたという。 
投票日9月30日、名証の建設関連企業の株価は二桁上昇しており、翌10月1日には二桁下落している
地元のテレビ各局は、開催地決定にあわせて準備を進めていた。CBCは中日ドラゴンズの応援番組の『ドラゴンズアワー』に野球とは関係のないオリンピックコーナーを設け、中京テレビも朝の番組でオリンピック関係のレポートをするコーナーを入れて、開催地決定に向けてムードを煽っていた。そして開催地が決定される9月30日深夜には、地元の民放局の4局が生放送番組を編成(当時はテレビ愛知が未開局)。
中でもCBCは3時間の特番を組んでおり、深夜0時35分から高坂正堯らが出演する「いま決まる ! '88オリンピック」を組んでいたが、ソウル開催決定を受けて放送時間を30分に短縮し、事前に予定していた特番を全て中止して、元のレギュラー番組を流した。東海テレビでの開催地決定特番ではみのもんたと曽根幹子を司会に据え台本では落選を想定していなかったことからみのがアドリブで進行することとなり、翌日の10月1日には名古屋決定の前提で坂本九・水沢アキ・渡部絵美を総合司会に金メダリストや一般市民を迎える計7時間のスペシャル番組「さあ行こう ! 決定 !! 名古屋オリンピック」を編成、出演者はみな前夜から泊まり込みで臨んでいたが（その費用だけでも1000万円と見積もられる）、番組変更してさらに10月1日の深夜0時35分から「まぼろしの88名古屋五輪」を放送した。NHK総合テレビは、20時から「オリンピック招致運動は何を残したか」という50分番組を放送。
新聞各社もまた10月2・3の両日、紙面に「名古屋五輪広告特集」ページを設ける特別編成を予定していた。ページ数は朝日・毎日がそれぞれ10頁、中部読売7頁、日経が2頁、報知新聞4頁、岐阜日日12頁、地元の名古屋タイムズ8頁、中部経済4頁、中日スポーツ4頁、中日新聞に至っては20頁も予定していた。幸いにして各社とも印刷前であったので、テレビ局とは異なり実害はなかった。
各所では招致成功を祈るイベントも進められ、「名古屋オリンピック音頭」（歌：川崎英世・小林真由美）、「名古屋オリンピックの歌」（歌：山崎悌二）、「風になれ～私と私たち～」（歌：チェリッシュ）といった楽曲も作られていた。グッズも多数発売され、百貨店の丸栄は1981年6月にルーフの部分に「'88 NAGOYA OLYMPICS」、側面の部分に「呼べ!! '88名古屋オリンピック」の文字が入った特注トミカ（フォルクスワーゲン・マイクロバス）を販売、現在でも入手困難なコレクターズアイテムのひとつとなっている。
名古屋市交通局は、名古屋市が優勢であることを理由に、投票前にオリンピック記念乗車券を制作していたが、販売は中止された。しかし、この幻の記念乗車券の存在がマスコミで報道されると購入希望の問い合わせが相次いだため、臨時普通乗車券として抽選販売された。開催地決定の日には、役所やデパートでは名古屋決定の垂れ幕が準備されていたが、結局無駄になってしまった。
名古屋落選の余波は種々の"名古屋ネタ"で活躍中のタモリにも降りかかった。結果発表前から取材・コメントのオファーが新聞・雑誌から殺到、NHK「ニュースセンター9時」からも取材申込が来た。ところがこの日のスケジュールは超過密で各社オファーに対応できず、「ニッポン放送『オールナイトニッポン』で感想を述べるからそれを記事にしてくれ」という合意が成立、前代未聞のラジオを通しての記者会見となった 。この日の当該番組の放送は"オリンピックファンファーレ"でスタートし「何で俺の所へ来るの」のタモリの第一声で始まったが、詳細はエビフリャーを参照されたい。
愛知県は、ソウル五輪閉幕後の1988年10月に、21世紀初頭の大規模な国際博覧会（万博）開催構想を提起し、日本は1997年6月のBIE総会で万博開催権を獲得し、愛・地球博（愛知万博）開催へ踏み出した。
1988年11月18日、仲谷義明が名古屋市中区栄1丁目にある自身の事務所で首吊り自殺しているのが発見された。一部からは「ソウルオリンピックを見届け、名古屋オリンピック誘致失敗の責任をとっての自殺」との推測もあったが、自殺の原因は未だに判明していない。
2005年12月にはスポーツ団体・経済団体役員・名古屋市議会議員ら26名の幹事を据え市民団体「名古屋オリンピック招致をすすめる市民の会」を結成し2016年以降の五輪招致に向けた国内候補地立候補を求めた。1988年大会招致や愛知万博招致に携わった経済人のほかブラザー工業の安井義博会長・中京女子大学の谷岡郁子学長・アテネオリンピック女子レスリング金メダリストの吉田沙保里や名古屋市議7名などが幹事に名を連ね、愛知万博の精神を受け継ぐ形で市民参加・環境保全をコンセプトに開閉会式や陸上競技に瑞穂陸上競技場を用いるほかナゴヤドームや愛知県体育館などの既存施設の利用や主な移動手段に環状型の地下鉄を据える「サブウェイ五輪」の計画とし、開催費として運営費2500億円・選手村建設や改修費に800億円の概算とされた。
しかし名古屋市議会では準備期間の短さから慎重論が強く議論が高まらず4月末のJOCへの誘致決議書提出に必要な2月市議会での誘致に向けた決議が行われず、2006年2月20日に松原武久名古屋市長は市民団体からの正式要請がなかったことや日程的に困難との理由から2016年大会への立候補を正式に否定した。
1988年から28年後の2016年10月、名古屋市と愛知県などを会場とした2026年アジア競技大会の開催が決定した。
ソウルオリンピックは予想に反してソ連などの東側諸国も参加し、1972年ミュンヘンオリンピック以来となる全世界が参加するオリンピックとなった。

### 映画・漫画などの余聞
- 日本と朝鮮の架空の歴史を舞台に、日本が体制悪として描かれた韓国映画『ロスト・メモリーズ』では、作中で名古屋オリンピックが実現している。

- 『にゃごやオリンピック』赤塚不二夫のギャグ・ゲリラ(週刊文春 1981年10月22日号所載)：ソウル五輪決定に怒り狂う名古屋に住む一人の男。タモリを見返すため「名古屋人の根性の"狭さ"を世界に見せつけてやる」と言い出し、食堂で『海老フリャーのしゃちほこ揚げ』を注文したのち、新たな五輪体操競技の技を考え出す。

- 『88(パパ)のオリンピック』1981年2月～3月　御園座昼の部。 公演・松竹新喜劇。作・香川登志緒。名古屋オリンピックに当て込んで一儲け企む実業家(小島慶四郎)が、国際親善を強調する青年(渋谷天笑)と出会い、改心する。

- 西洋占星術の銭天牛は、メルボルンが辞退表明する以前発売の『週刊読売』1981年1月18日号誌上に、名古屋五輪誘致の吉凶について占った結果を寄稿している。「誘致そのものは成功するがその後が悪い。てんびん座で発生する木星・土星の三連会合が国際社会での日本の位置を悪くする、水瓶座で発生する2月5日の日食は、日本と友好関係にある者との間に何らかの打撃が生じる」とし、これらから、「名古屋に決まってもロクなことはない。よしたほうがいいのだ」と結論づけている。

- 1987年9月、東海銀行調査部が"名古屋遷都案"を提言した時、「名古屋オリンピックと変わらない発想。内的必然性がなく、人の金で名古屋だけがうま味を得ようとしている」という批判があった[123]。